# Єне Фок
Єне Фок (угор. Fock Jenő; 17 травня 1916, Будапешт — 22 травня 2001, Будапешт) — державний діяч Угорщини, прем'єр-міністр Угорщини в 1967-1975.

## Біографія
У 1932 вступив до лав комуністичної партії. За комуністичну діяльність в роки Другої світової війни перебував в ув'язненні з 1940 по 1943.
Після утворення Угорської народної республіки в 1952-1954 обіймав посаду міністра металургії. У 1957 став секретарем ЦК Угорської соціалістичної робітничої партії, а в 1961 віце-прем'єром. З 1957 по 1980, він також був членом Політбюро ЦК УСРП.
14 квітня 1967 він наступником Дюлі Каллаї на посаді прем'єр-міністра. Під час свого перебування цій на посаді, він намагався ввести в економіку деякі ринкові елементи. Однак ці спроби не увінчалися успіхом, тому що цьому протидіяли члени Варшавського договору. В результаті, 15 травня 1975 Фок подав у відставку на користь Дьордя Лазара.
У 1945-1947, 1958-1967 і 1971-1985 був депутатом Національних Зборів Угорщини. Пізніше, був президентом Асоціації технічних і професійних товариств.